# Oxyrrhynchium speciosum
Oxyrrhynchium speciosum là một loài Rêu trong họ Brachytheciaceae. Loài này được (Brid.) Warnst. mô tả khoa học đầu tiên năm 1905.